# Штандарт президента Турции
Штандарт Президента Турецкой Республики (тур. Türkiye Cumhuriyeti Cumhurbaşkanlığı Forsu) — символ президентской власти в Турции.

## Описание
На красном фоне изображены белый полумесяц и белая звезда, как на флаге Турции, в левом верхнем углу расположена эмблема президента Турции — золотое солнце, окружённое 16 золотыми звёздами.
Согласно официальной информации, 16 звёзд символизируют самые большие тюркские государства в истории. Солнце в центре этих звезд представляет Турецкую Республику.

## Правовая основа
Использование, изготовление и внешний вид стандарта регулируются законом.
Регулирование стандарта основано на Законе Турции № 2893 от 22 сентября 1983 года и изложен в Постановлении Совета Министров Турции № 85/9034 от 25 января 1985 года (с изменениями, внесёнными Постановлением Совета Министров Турции № 2012/3334 от 25 июня 2012 года).

### Использование
Флаг должен использоваться в следующих местах:
- Резиденция президента
- местонахождение на время пребывания
- слева за столом президента
- на левой передней стороне автомобиля, в котором находится Президент

### Ответственность за оскорбление
Согласно статье 300 Уголовного кодекса Турции, оскорбление флага является наказуемым правонарушением:
Любой, кто публично оскорбляет турецкий флаг, разрывая его, сжигая или любым другим способом, будет наказан от одного до трех лет тюремного заключения.

## Галерея

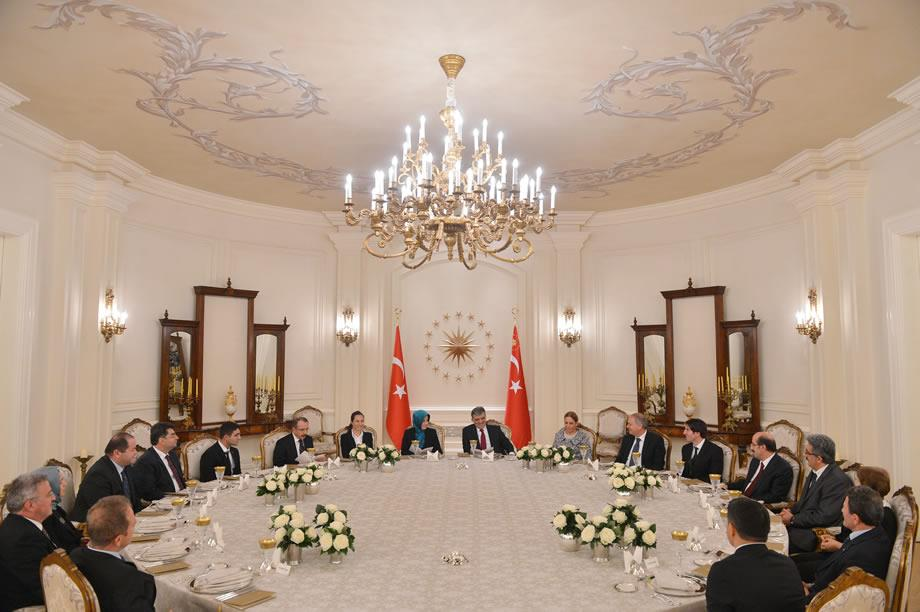
Президентский штандарт и президент Абдуллах Гюль.
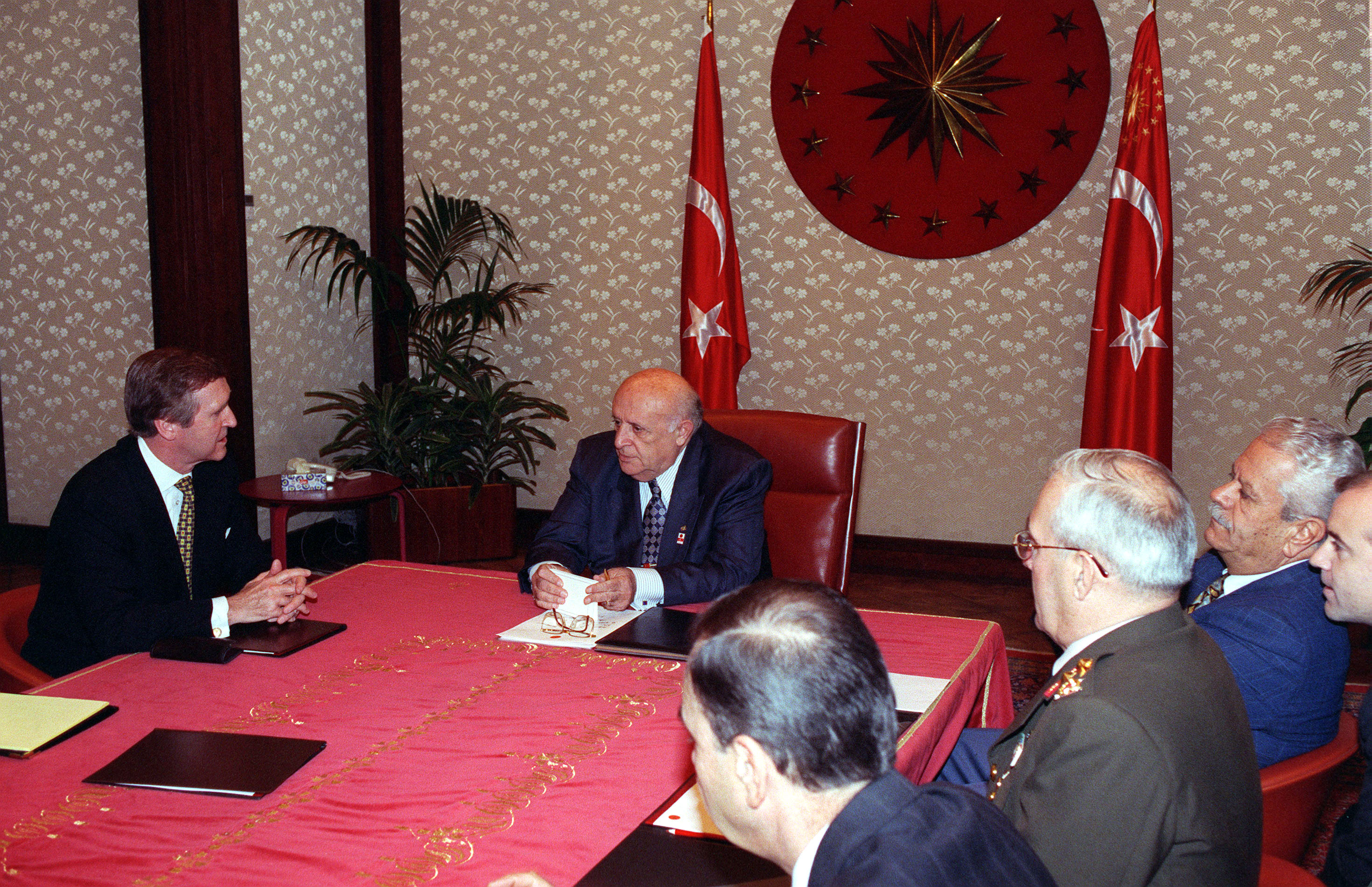
Президентский штандарт и президент Сулейман Демирель.
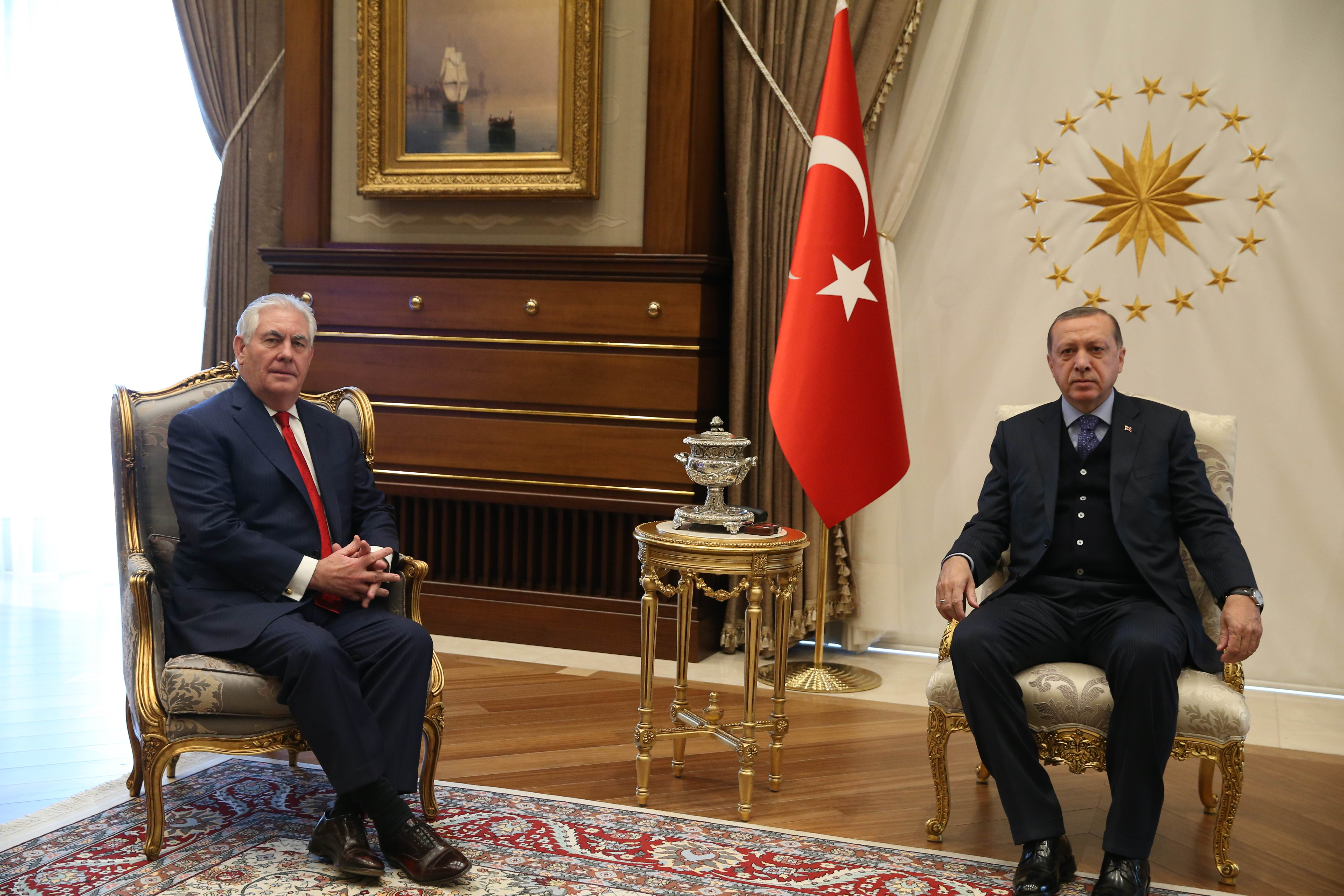
Президентский штандарт и президент Реджеп Тайип Эрдоган.

## веб ссылки
- Флаги мира - Турция: Президент Республики

## Смотри тоже
- Полумесяц - Флаги и символы с использованием полумесяца.